# 청서번티기
청서번티기는 투파이아과 또는 투파이과(Tupaiidae)를 구성하는 포유류를 두루 일컫는 말이다. 투파이과는 나무두더지목의 2개 과 중 하나로, 4개 속에 19종을 포함하고 있다.

## 분류
- 투파이아과 (Tupaiidae)
  - 마드라스나무두더지속 (Anathana)
    - 마드라스나무두더지 (Anathana ellioti)

  - 가는꼬리투파이아속 (Dendrogale)
    - 보르네오가는꼬리투파이아 (Dendrogale melanura)
    - 북부가는꼬리투파이아 (Dendrogale murina)

  - 투파이아속 또는 청서번티기속 (Tupaia)
    - 북부나무두더지 (Tupaia belangeri)
    - 황금배나무두더지 (Tupaia chrysogaster)
    - 줄무늬나무두더지 (Tupaia dorsalis)
    - 커먼나무두더지 (Tupaia glis)
    - 가는나무두더지 (Tupaia gracilis)
    - 호스필드나무두더지 (Tupaia javanica)
    - 긴발나무두더지 (Tupaia longipes)
    - 피그미나무두더지 (Tupaia minor)
    - 칼라미안나무두더지 (Tupaia moellendorffi)
    - 산나무두더지 (Tupaia montana)
    - 니코바르나무두더지 (Tupaia nicobarica)
    - 팔라완나무두더지 (Tupaia palawanensis)
    - 오색나무두더지 (Tupaia picta)
    - 붉은나무두더지 (Tupaia splendidula)
    - 큰나무두더지 (Tupaia tana)

  - 민다나오나무두더지속 (Urogale)
    - 민다나오나무두더지 (Urogale evereti)